# 狎鴎亭駅

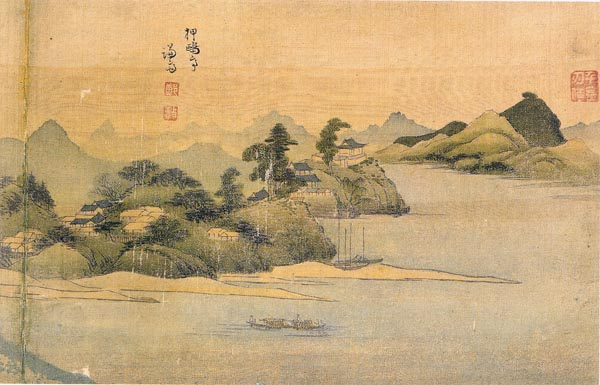
狎鴎亭

狎鴎亭(現代百貨店)駅（アックジョン(ヒョンデひゃっかてん)えき）は、大韓民国ソウル特別市江南区狎鴎亭洞にある、ソウル交通公社3号線の駅。駅番号は336。

## 駅構造
ホーム階は地下2階にあり、相対式ホーム2面2線を有している。保安用にホームドアシステム（フルスクリーンタイプ）を装備する。
改札階は地下1階にある。改札口は北側（玉水寄り）と南側（新沙寄り）の2ヶ所あるが、両方共ホーム別々に設置されており、改札内でのホーム間の移動はできない。南側の改札のみホームへの連絡エレベーターが設置されている。化粧室は改札外にある。
出入口は1番から6番の計6ヶ所ある。

### のりば
案内上ののりば番号は設定されていない。
| ホーム | 路線  | 行先                                 |
| ------ | ----- | ------------------------------------ |
| 上り   | 3号線 | 鍾路3街・旧把撥・大谷・大化方面      |
| 下り   | 3号線 | 高速ターミナル・良才・水西・梧琴方面 |

## 利用状況
近年の一日平均利用人員推移は下記のとおり。
| 路線  | 路線     | 2000年 | 2001年 | 2002年 | 2003年 | 2004年 | 2005年 | 2006年 | 2007年 | 2008年 | 2009年 | 出典  |
| ----- | -------- | ------ | ------ | ------ | ------ | ------ | ------ | ------ | ------ | ------ | ------ | ----- |
| 3号線 | 乗車人員 | 43,165 | 41,972 | 42,239 | 40,299 | 41,894 | 41,351 | 40,649 | 40,494 | 40,219 | 39,883 | [ 1 ] |
| 3号線 | 降車人員 | 49,014 | 48,196 | 48,676 | 46,642 | 48,193 | 47,480 | 46,595 | 46,519 | 45,731 | 46,187 | [ 1 ] |
| 3号線 | 乗降人員 | 92,180 | 90,168 | 90,915 | 86,941 | 90,087 | 88,831 | 87,244 | 87,013 | 85,950 | 86,070 | [ 1 ] |
| 路線  | 路線     | 2010年 | 2011年 | 2012年 | 2013年 | 2014年 | 2015年 |        |        |        |        | [ 1 ] |
| 3号線 | 乗車人員 | 41,854 | 42,928 | 42,316 | 39,487 | 38,608 | 36,475 |        |        |        |        | [ 1 ] |
| 3号線 | 降車人員 | 47,800 | 48,442 | 47,217 | 43,611 | 42,401 | 40,031 |        |        |        |        | [ 1 ] |
| 3号線 | 乗降人員 | 89,654 | 91,370 | 89,533 | 83,099 | 81,009 | 76,506 |        |        |        |        | [ 1 ] |

## 駅周辺
狎鴎亭も参照
- 現代百貨店 狎鴎亭本店
- 新鴎中学校
- 新鴎初等学校
- 現代マンション
- KT 新沙支社
- 狎鴎亭ロデオ通り
- 島山公園
- 狎鴎亭洞住民センター
- 狎鴎亭治安センター
- 狎鴎亭初等学校
- 狎鴎亭中学校
- 狎鴎亭高等学校
- 旧現代アパート
- 現代高等学校
- 新現代アパート
- ミソンアパート
- 新沙中学校

## 歴史
- 1985年10月18日 - ソウル特別市地下鉄公社3号線（当時）の駅として開業。
- 2005年1月1日 - ソウル特別市地下鉄公社がソウルメトロに改称。

## 隣の駅
ソウル交通公社
 3号線
玉水駅 (335) - 狎鴎亭駅 (336) - 新沙駅 (337)